# 't Haantje (Coevorden)
 't Haantje is een dorp in de gemeente Coevorden in de Nederlandse provincie Drenthe. Het beslaat een oppervlakte van 55 hectare.

## Beschrijving

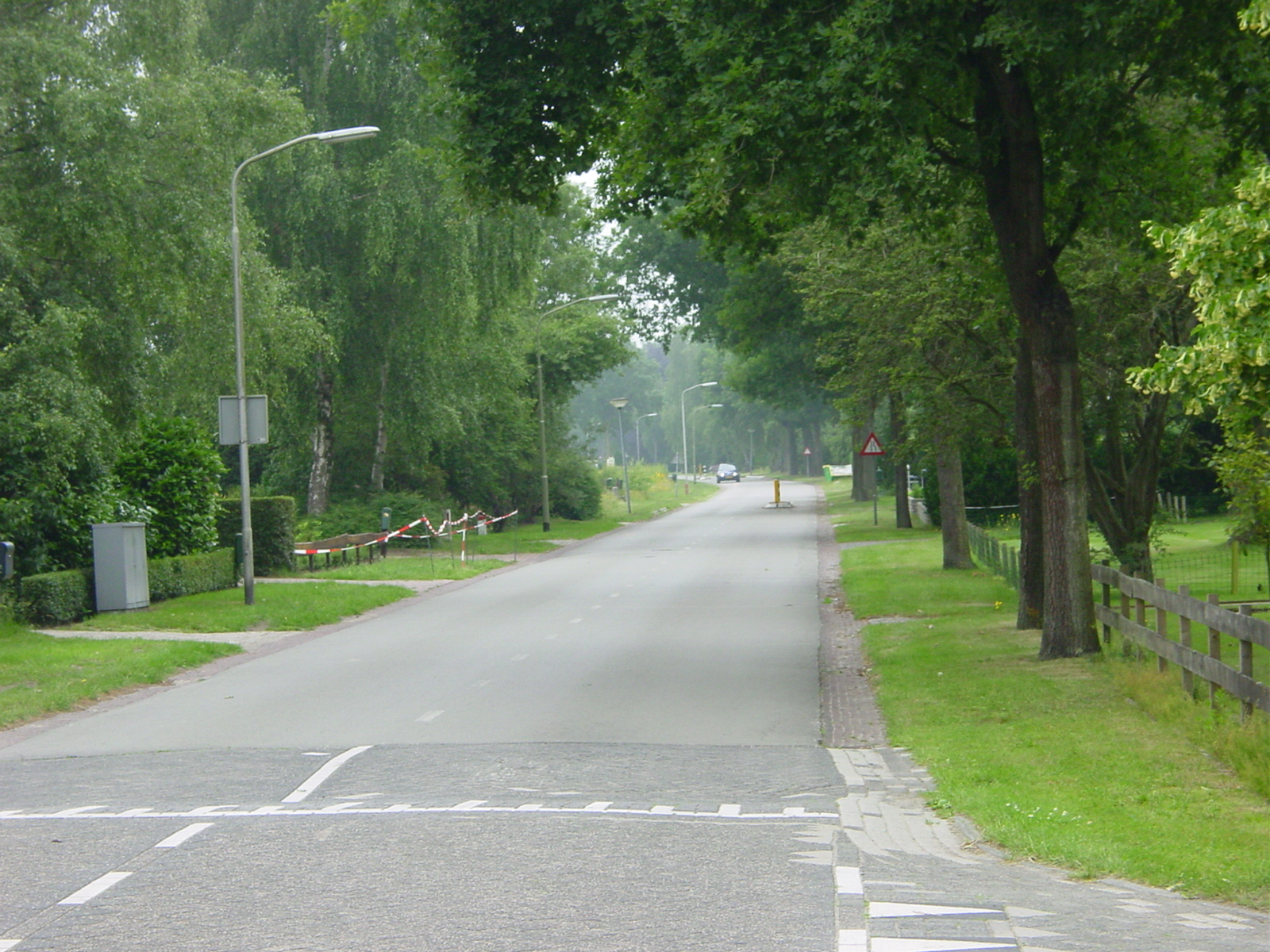
't Haantje

Het dorp is na de aanleg van het Oranjekanaal ontstaan. De herkomst van de naam is onzeker. Men vermoedt dat het de naam van een café is geweest, maar het waarom van de naam is onduidelijk. Het verhaal gaat dat de herbergier een struik bij huis had staan die in de vorm van een haan was geknipt.
De plaatselijke voetbalclub VV THEO (THEO = 't Haantje En Omstreken) werd in 2012 opgeheven wegens een gebrek aan leden.

## Blow-out
't Haantje ontsnapte in december 1965 aan een ramp. Op 1 december 1965 vond vlak bij het dorp de enige blow-out in de geschiedenis van de Nederlandse gaswinning plaats.